# قفص (جنس)
القفص (الاسم العلمي: Acridocarpus)، جنس شجيرات أو أشجار صغيرة من فصيلة ملبيغية تتبع رتبة الصابونيات من النباتات المزهرة كاسيات البذورأحاديات الفلقة. مواطنها الأصلية في شبه الجزيرة العربية، وأفريقيا الاستوائية وشبه الاستوائية، مع وجود نوع واحد في كاليدونيا الجديدة.

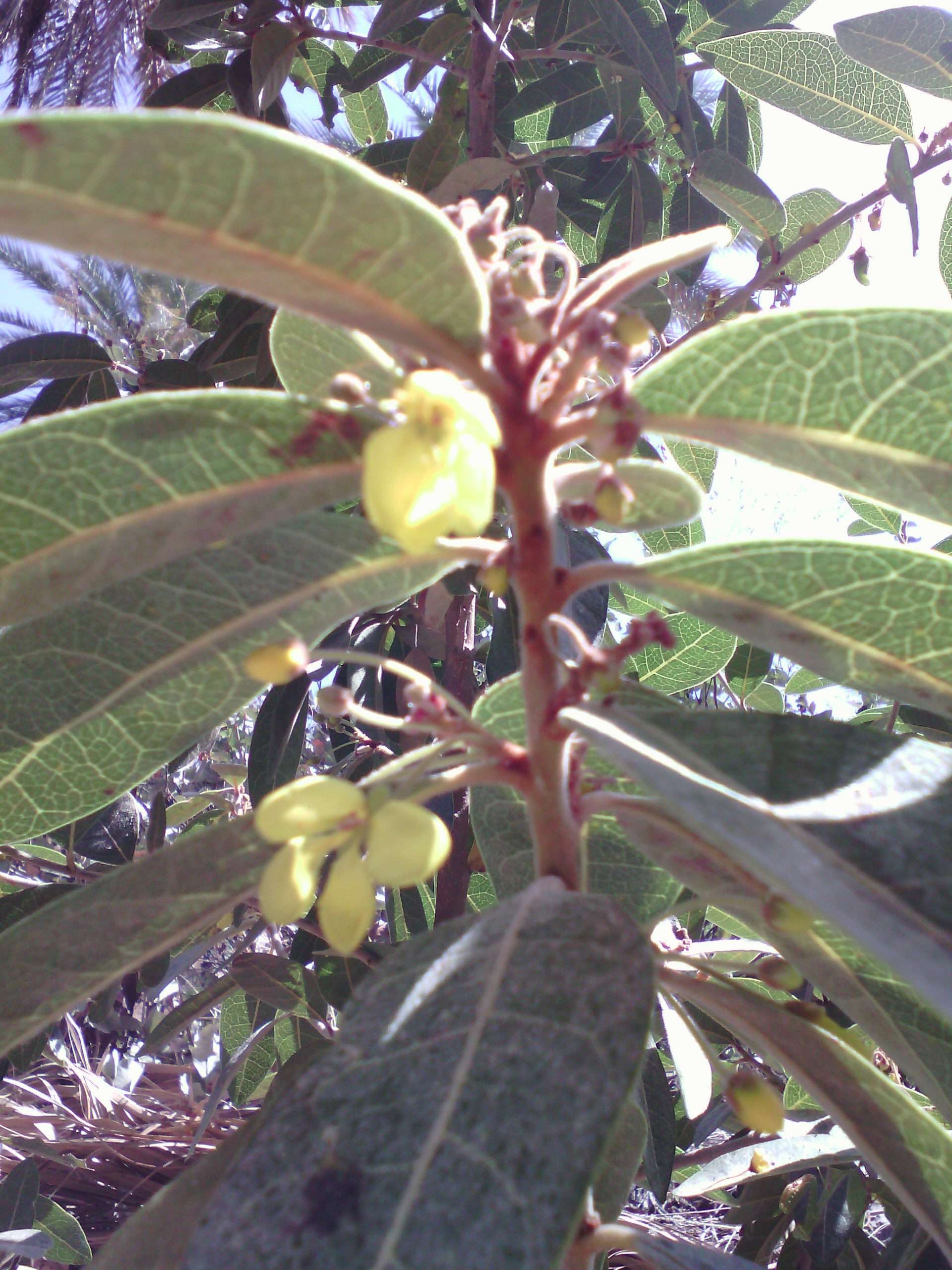
زهرة نبات القفص بلونها الأصفر

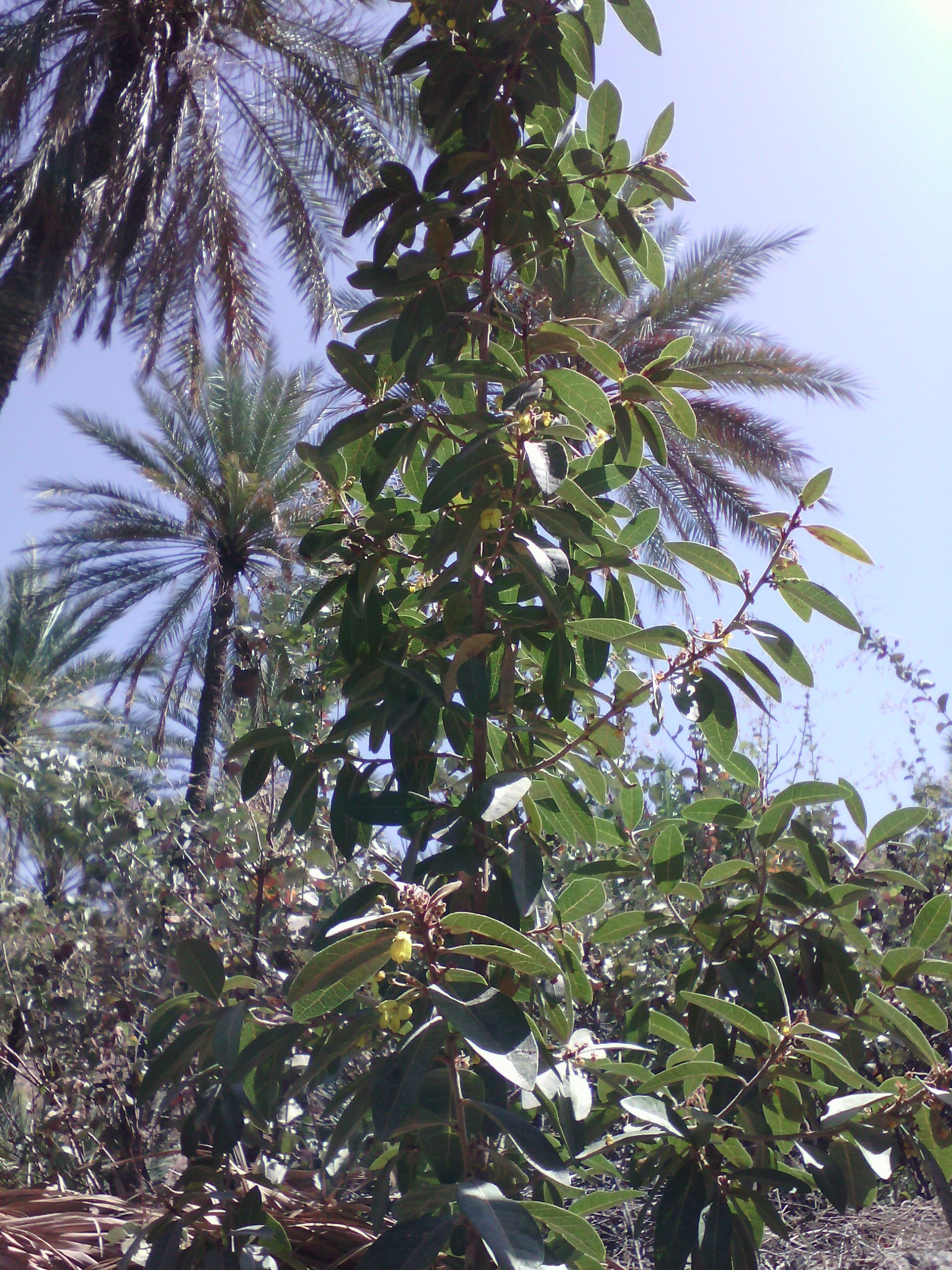
نبات القفص

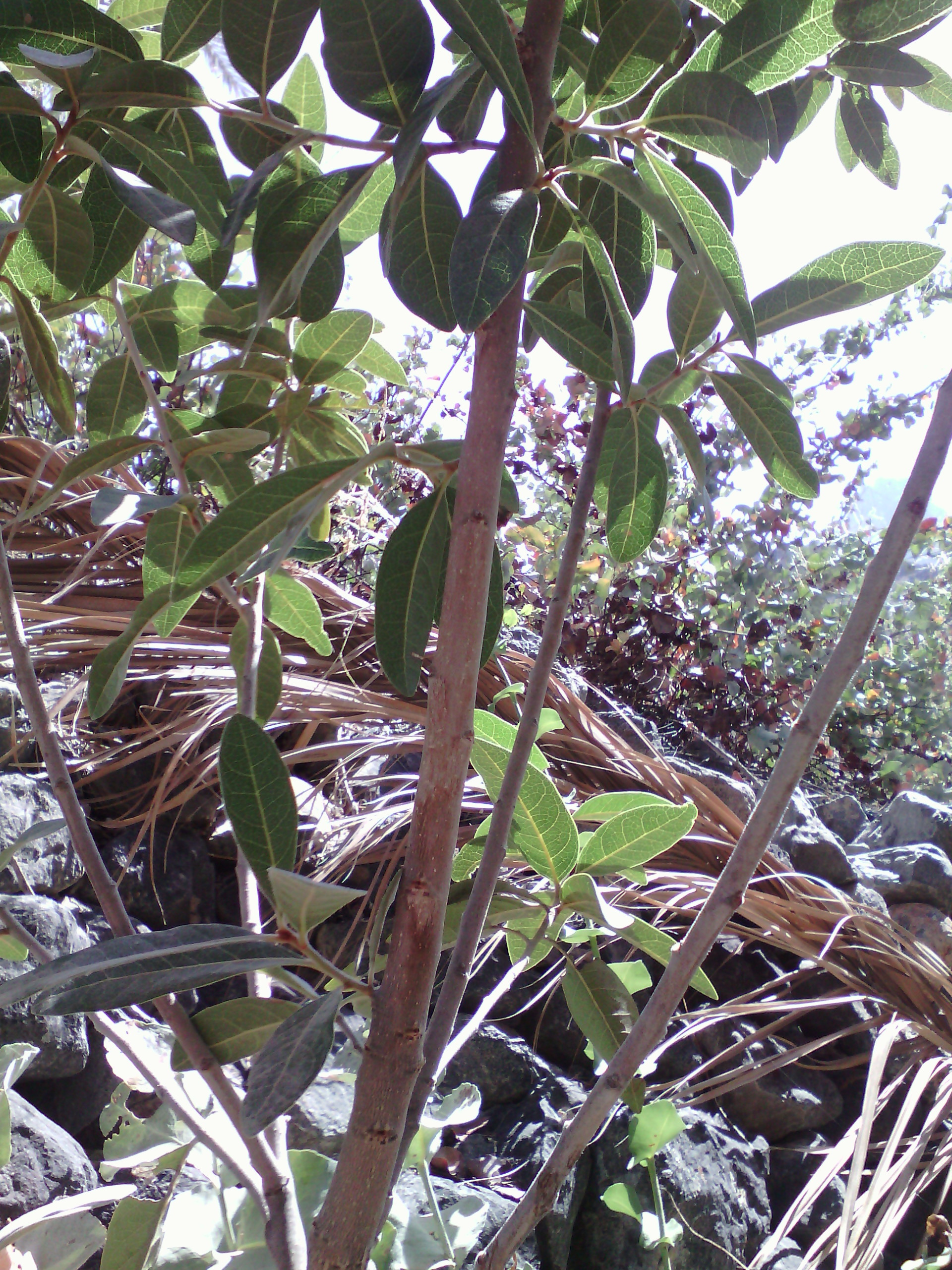
غصن نبات القفص

## خواصها
متعددة السيقان وشكل سيقانها أسطواني، وأوراقها متعاقبة متباينة الشكل من مستطيلة إلى إهليجية. وهي تامة الحواف وذات أطراف حادة أو محدبة وملمس ناعم من الأعلى مزغب من الأسفل، وتحتوي عروقًا مخملية ولونها بين الأحمر والبني. وأزهار القفص صفراء ذات خمس بتلات وهي تنمو على هيئة مجموعات كثيفة، وثمارها مكونة من بذرة أو بذرتين ولونها بين الأحمر والبني الشاحب وهي ذات جناحين. وتزهر شجيرة القفص في فترتين الأولى من مارس إلى مايو، والثانية في سبتمبر.
شجرة القفص مقاومة للجفاف، ودائمة الخضرة يصل ارتفاعها إلى ستة أمتار وتنتشر بكثرة في شبه الجزيرة العربية. وتوجد في معظم أنحاء سلطنة عمان حيث اعتمد عليها العمانيون في تحضير أسياخ اللحم من أغصانها وتحضير زيت يعالج به آلام العضلات من بذورها.

## تكاثرها
تتكاثر أشجار القفص طبيعيًا بالبذور التي تنتشر بالرياح أو عن طريق الحيوانات الرعوية التي تتغذى عليها. تكون البذرة داخل بتلات وتتخذ شكل الحشرة التي لها جناحين حتى أن الناظر لها يحسبها حشرة بجناحين خضراء.

## أماكن تواجدها
ينمو نبات القفص على ضفاف الأودبة في سلسلتي جبال الحجر الشرقي والغربي في سلطنة عمان وغالبًا ما تكون الأشجار متتابعة في نفس الخط من الوادي بحكم انتشار بذورها مع مجرى الوادي وأيضًا في محافظة مسندم ويوجد بأعداد قليلة بالقرب من العيون المائية الدائمة عند سفوح الجبال شديدة الانحدار في محافظة ظفار.

## فوائدها
يستخرج من لب ثمار القفص نوع من الزيوت تعالج به آلام العضلات آلام الظهر. وطريقة استخلاص زيت القفص تكون بجمع الثمار بعد نضجها واستخراج البذور ثم تقشر وتطحن وتوضع تحت أشعة الشمس مدة قصيرة ثم تعصر بخشبتين عريضتين يطلق عليهما المعصار.
ويعالج بغسول مسحوق أوراق القفص مرض جدري الماء وأيضًا يعالج بمطحون أوراقها الحديثة النمو ضروع المواشي الملتهبة، ويعالج مغلي الأوراق مع الليمون المواشي التي تعاني من فقد الشهية. وبالنسبة لخشب القفص فهو من الأخشاب المقاومة لحشرة النمل الحفار؛ لذلك فهي تستعمل في بناء البيوت التقليدية وفي صنع أسياخ اللحم المشوي للعيدين عيد الفطر وعيد الأضحى حيث تقطع سيقان القفص الرفيعة وتشذب من أحد طرفيها بطول متساو يصل إلى عشرين سنتيمتر ليصنع بها مشاكيك اللحم (أسياخ).
لأوراق القفص مفعول ضار على الإبل إذا أكلت منها، إذ تصاب بالشلل فلا تستطيع النهوض بقوائمها الخلفية.